# Brescia
Brescia este un oraș situat în apropiere de Lacul Garda în Italia de nord. Ea face parte din regiunea Lombardia. Orașul este situat la poalele Alpilor, între Mella și Naviglio, având o populație de 191.523 de locuitori. Orașul Brescia este al doilea oraș ca mărime din regiunea Lombardia, după capitala acesteia Milano. Orașul este capitala administrativă a provinciei Brescia, una dintre cele mai întinse provincii din Italia.
Regiunea Brescia are în prezent aproximativ 1 259 189  locuitori. În antichitate ea a fost denumită Brixia, fiind un important centru istoric ce pastrează incă o serie de monumente romane și medievale, printre care și castelul orașului.

## Istoric

### Istoria antică
În ceea ce privește fondarea Bresciei există diferite versiuni mitologice. Una dintre acestea îi atribuie lui Hercules fondarea cetății în timp ce o alta desemnează ca fondator al acesteia pe un supraviețuitor al asediului Troiei - Altilia (celălalt Ilium). Există desigur si o a treia legendă ce-l socoteste drept fondator al Bresciei pe regele Liguriei Cidnus, ce a invadat Câmpia Padului la sfârșitul Epocii bronzului. Altă variantă atribuie fondarea acestei cetăți etruscilor.
Invadată de către Gauls Cenomani, aliat al isubrilor, in sec.IV î.Hr., Brescia a devenit capitala acestora; orașul a devenit roman abia in 225 î.Hr.. În timpul războaielor punice Brixia a fost de obicei aliată romanilor: în 202 î.Hr. ea a făcut parte din Confederația Celtă împotriva acestora, dar dupa aceea printr-o întelegere secretă, și-a schimbat decizia de început, atacandu-i prin surprindere pe isubri si distrugându-i. Ulterior cetatea si tribul au intrat în mod pașnic în lumea romană, ca aliat fidel, păstrându-și totuși o oarecare independență administrativă. În 89 î.Hr. ea a fost recunoscută drept civitas (oraș) și în 41 î.Hr. a primit cetățenia romană. Augustus a înființat aici o colonie civilă (nu militară) în 27 î.Hr., și el împreună cu Tiberius au pus să se contruiască  un apeduct care să o aprovizioneze. Brixia romană a avut cel puțin trei temple, un apeduct, un amfiteatru, un forum cu un nou templu datând din timpul lui Vespasian, și câteva băi.
În anul 312 când Constantin l-a atacat pe Maxentius, la Brescia s-a încheiat un pact prin care atacatorii au fost forțați să se retragă pană la Verona. În 402 orașul a fost devastat de vizigoții conduși de Alaric. Hunii lui Atila au cucerit la rândul lor cetatea în 452, iar patruzeci de ani mai târziu aici a avut loc cea dintâi izbânda a generalului got Theodoric cel Mare în luptele contra lui Odoacru.

### Istorie medievală
În 568 ori 569 Brescia a fost ocupată de lombarzi, care au transformat-o într-una din capitalele ducatelor lor semi-independente. Primul duce a fost Alachis, care a murit în 573. Acestuia i-au urmat viitorul rege Rotharis și Rodoald, precum și Alachis II, un anticatolic fervent ce a fost ucis în bătălia de la Cornate d'Adda (688). Cel din urmă rege al Lombardiei, Desiderius, a fost de asemeni duce al Bresciei. În 774 Carol cel Mare a cucerit orașul și astfel a luat sfârșit Regatul Longobard din nordul Italiei.
Notingus a fost primul prinț-episcop (în 844) care a purtat titlul de conte (vezi Dieceza de Brescia). Mai târziu autoritatea de episcop ca reprezentant imperial a fost gradual refuzată de către cetățenii și nobilii locali, Brescia devenind o comună liberă cam pe la începutul secolului al XII-lea. Ulterior ea și-a extins domeniul, la început pe seama propietarilor locali, iar mai apoi în defavoarea vecinilor săi, mai ales Bergamo și Cremona. Pe cea din urmă Brescia a invins-o de două ori la Pontoglio, iar apoi la Grumore (pe la mijlocul sec. al XII-lea) și în lupta de la Malamorte (1192).
În luptele succesive dintre cetățile lombarde și împărați, Brescia s-a implicat în unele ligi și în toate revoltele împotriva acestora. În Bătălia de la Legnano contingentul din Brescia a fost cel de-al doilea ca mărime după cel din Milano. Prin Pacea de la Constance (1183) ce a pus sfârșit războiului cu Frederic Barbarossa s-a confirmat oficial statutul său de comună liberă.
Memorabil este de asemenea asediul Bresciei de către Frederic al II-lea în 1238, datorat participării orașului la lupta de la Cortenova (27 noiembrie 1237). Brescia a ieșit totuși victorioasă din acest asediu. După căderea dinastiei Hohenstaufen, instituțiile republicane au decăzut în Brescia, ca de altfel și în celelalte orașe libere, familiile nobile deținătoare de putere (dintre care cele mai importante erau Maggi și Brusati, aceasta din urmă făcând parte din partidul pro-imperial dar anti-papal Ghibelline) contestându-și reciproc autoritatea. În 1258 ea a căzut în mâinile lui Eccelino din Verona.
În 1311 împăratul Henric al VII-lea a asediat Brescia timp de șase luni, timp în care și-a pierdut trei pătrimi din armata sa. Mai târziu Scalingeri din Verona, ajutat de guelfi (ghibellinii) aflați în exil, a încercat să subjuge Brescia. Cetățenii Bresciei au apelat la ajutorul lui Johannes de Luxemburg zis "orbul", dar Mastino II della Scala l-a izgonit pe guvernatorul numit de acesta. Autoritatea sa a fost în curând contestată de Visconti de Milano, dar nici măcar stăpânirea lui nu a rămas nedisputată, astfel încât Pandolfo Malatesta în 1406 a cucerit orașul, ca zece ani mai târziu să-l cedeze lui Filippo Maria Visconti, care la rândul său îl va vinde venețienilor în 1426. Nobilii milanezi îl forțează pe Filippo să reia ostilitățile împotriva venețienilor, pentru ca în felul acesta să încerce să recucerească orașul, dar el a fost învins în bătălia de la Maclodio (1427), lângă Brescia. În 1439 Brescia a fost recucerită de Francesco Sforza, comandant venețian care la rândul său l-a învins pe Niccolò Piccinino, Filippo's condottiero. De aici încolo Brescia va rămâne sub dominația venețienilor, cu excepția perioadei 1512 - 1520, când va fi ocupată de armata franceză sub conducerea lui Gaston de Foix. La începutul secolului al XVI-lea ea a devenit unul dintre cele mai înstărite orașe ale Lombardiei, dar nu și-a revenit niciodată cu adevărat după dominarea sa de către francezi. Ulterior ea a împărtășit situația de excepție în acea vreme a republicii Veneția până în 1796, când a căzut sub dominația austriacă.

### Istoria modernă
La finele epocii napoleoniene, Brescia a fost anexată de către statul austriac marionetă așa numit Regatul Lombardia-Veneția. Brescia s-a revoltat în 1848. Ea s-a distins încă o dată în revolta din martie 1849 supranumită Cele zece zile ale Bresciei, fiind singurul oraș lombardez care s-a raliat în ultimul an lui Charles Albert, motiv pentru care poetul Giosuè Carducci l-a numit "Leonessa d'Italia" ("Leoaica Italiei"). Din păcate însă după lupte îndârjite de stradă orașul a cedat în fața austriecilor conduși de Haynau.
În 1796 orașul a fost devastat când Biserica San Nazaro a fost lovită de fulger. Focul rezultat din aprinderea a 90,000 kg de praf de pușcă ce era depozitat acolo, a cauzat o explozie masivă ce a distrus a șasea parte din oraș și a ucis 3,000 locuitori.
Brescia a fost anexată Italiei în 1859.
Orașul a fost medaliat cu Medalia de aur pentru rezistența sa împotriva fascismului în timpul celui de-al doilea război mondial.
Pe 28 mai 1974 Brescia a căzut victimă unui sângeros atentat cu bombă ce a avut loc în Piazza della Loggia.

## Economia
Orașul se afla în centrul celei de-a treia zone industriale ca mărime din Italia, concentrată atât pe ingineria mecanică și auto, cât și pe producerea de mașini-unelte.
Companiile sale sunt în general întreprinderi de mărime mică și mijlocie, adesea constituindu-se în societăți familiale. Sectorul financiar are de asemeni o importanță majoră.

## Turism
În ceea ce privește turismul, regiunea Brescia beneficiază atât de proximitatea lacurilor Garda și Iseo, cât și de cea a Alpilor.
Planul orașului este dreptunghiular, străzile intersectându-se în unghiuri drepte, o particularitate datorată timpurilor romane, deși teritoriul inclus în cetatea medievala îl depășește pe cel al cetății romane de altădată, care ocupă numai partea de est a orașului contemporan.
Piazza del Museo marchează forumul, iar muzeul aflat în partea de nord se încheie printr-un templu corintic cu trei cellae, atribuit de către unii lui Hercules, dar aparținând mult mai probabil Capitoliumului orașului, ridicat de către Vespasian în anul 73 (dacă inscripția care a fost descoperită în 1823 aparține într-adevăr acestei clădiri). Muzeul adapostește printre alte exponate și faimoasa statuie a Victoriei realizată în bronz, descoperită în anul 1826. În partea de sud a forumului au fost de asemeni descoperite ruinele unei așa zise curia, care pare să fi fost de fapt o bazilică, și ale unui teatru în partea de est a acestuia.

### Monumente principale
- Piazza della Loggia, un exemplu notabil de piață renascentistă, specificat prin omonimul loggia (ce desemnează în mod curent Piața Sfatului), construită în 1492 de către arhitectul Filippino de Grassi. Pe 28 mai 1974 piața a fost locația unui atac terorist.

- Duomo Vecchio (Vechea Catedrală), cunoscută de asemenea sub numele de La Rotonda. Este o biserică creată într-un stil romanesc , cu un exterior rustic, atrăgând atenția prin forma sa circulară. Structura principală a fost construită în secolul al XI-lea pe ruinele unei bazilici anterioare. Lângă intrare se află sarcofagul lui Berardo Maggi, realizat în marmură roz de Verona, în timp ce în prezbiteriu se află intrarea în cripta lui San Filastrio (Sfântul Filastrio). Clădirea adăpostește picturi precum Adormirea Maicii Domnului, Evangheliștii Luca și Marcus, Sărbătoarea Mielului Pascal și Elias și Îngerii realizate de Alessandro Bonvicino (cunoscut sub numele de Moretto); două canavale de Girolamo Romanino, precum și alte lucrări ale lui Palma il Giovane, Francesco Maffei, și alții.

- Duomo Nuovo (Noua Catedrală): Construcția la noua catedrală a început în 1604 și a continuat până în 1825. Deși inițial contractul i-a fost încredințat lui Palladio, din considerente economice s-a apelat la mai tânărul său confrate brescian Giovanni Battista Lantana, care a continuat lucrarea în același stil palladian, proiectul decorativ fiind condus în principal de Pietro Maria Bagnadore.Fațada li se datorează mai cu seamă lui Giovanni Battista și lui Antonio Marchetti, pe când designe-ul cupolei a fost realizat de Luigi Cagnola. Frescele interioare inclusiv Sacrificiul lui Isaac, Nașterea Maicii Domnului, Nunta și Vizita Sfintei Maria la vara sa Elisabeta poartă semnătura lui Bonvicino. Principala atracție o constituie Arcul sfinților Apollonius și Filastrius (1510).

- Broletto, odinioară primăria orașului, este o clădire masivă de secol XII-XIII, cu un turn impresionant.

- Piazza del Foro este cee mai importantă zonă arheologică cu ruine aparținând epocii romane din Lombardia. Printre acestea se numără desigur și Capitoline Temple, construite în anul 73 de Vespasian.

- Mânăstirea San Salvatore (Santa Giulia)datând din perioada lombardă, dar renovată pe parcurs de mai multe ori. Constituie unul dintre cele mai reprezentative exemple de arhitectură medievală din nordul Italiei.

- Santa Maria dei Miracoli (1488-1523), cu o minunată fațadă realizată de Giovani Antonio Amadeo, decorată cu basoreliefuri și un peristil renașcentist.

- Biserica gotic-romanescă Sfântul Francisc, cu o remarcabilă fațadă în stil gotic.

- Castelul, aflat în partea nord-estică a orașului, oferă o priveliște de excepție.

- Biserica San Nazario e Celso, ce deține Averoldi Polyptych de Titian.

- Biserica San Clemente care adăpostește numeroase lucrări ale pictorului Alessandro Bonvicino (cunoscut sub numele de Moretto.

- Biserica San Giovanni, al cărei refectoriu este parțial pictat de Moretto, dar și de Girolamo Romanino.

- Pinacoteca Tosio Martinengo, galerie de arte locală ce adăpostește școala bresciană clasică : Romanino, Bonvicino și elevii acestuia, Giovanni Battista Moroni.

- Biblioteca Queriniana, conținând manuscrise rare, printre care și un manuscris de secol XIV aparținând lui Dante, și câteva incunabula.

Orașul deține nu mai puțin de șaptezeci și două de fântâni arteziene. Carierele de piatră de la Mazzano ce se află la 20 km de Brescia au furnizat marmura pentru a realiza Monumentul lui Vittorio Emanuele II din Roma.

## Sport
Brescia constituie punctul de plecare și de sosire în istorica cursă de automobile Mille Miglia, ce se desfășoară anual în cursul lunii mai. Ea a fost de asemeni gazda primei curse de formula 1 Coppa Florio, care din păcate a încetat.
Orașul este de asemeni reprezentat printr-un club de fotbal local ce poartă numele de Brescia Calcio și unul de rugby - Rugby Leonessa 1928, ce readuce în prim plan prin denumirea sa Cele zece zile ale Bresciei.

## Cetățeni de onoare ai orașului
- Rothari sau Rotari, rege al regiunii Lombardia
- Desiderius,rege al regiunii Lombardia
- Louis Germanul, împărat al francilor și rege al lombarzilor
- Arnold de Brescia, călugăr ce a trăit în secolul al XII-lea
- Albertanus de Brescia, autor latin de secol XIII
- St.Angela Merici, care a fondat Ordinul Ursulinelor în Brescia în anul 1535
- Niccolo Fontana Tartaglia, matematician ce a trăit în secolul al XVI-lea
- Giulio Alenio,(Brescia 1582-Yamping 1649) misionar iezuit cunoscut sub numele de Confucius din vest
- Benedetto Castelli, matematician și expert în hidraulică, la începutul secolului al XVII-lea
- Giuseppe Zanardelli,n.1826,d.1903 - juristconsult, politician, prim-ministru al Regatului Italiei (15.II.1901 - 3.XI.1903)
- Arturo Benedetti Michelangeli, pianist de secol XX
- Emanuele Severino, unul dintre cei mai importanți filozofi italieni în viață
- Papa Paul a VI-lea
- Gasparo da Salò ,n.1540,d.1609 - pionier în manufacturarea viorilor
- Riccardo Frabbriconi (n. 2003), cântăreț (cunoscut ca Blanco).

## Demografie
Brescia - evoluția demografică

|  | Graficele sunt indisponibile din cauza unor probleme tehnice. Mai multe informații se găsesc la Phabricator și la wiki-ul MediaWiki. |

Date: Recensăminte sau birourile de statistică - grafică realizată de Wikipedia